# 登立インターチェンジ
登立インターチェンジ（のぼりたてインターチェンジ）は、熊本県上天草市大矢野町登立にある熊本天草幹線道路（三角大矢野道路）のインターチェンジ。

## 道路
- 熊本天草幹線道路（三角大矢野道路）

## 接続する道路
- 国道266号

## 周辺観光地
- 天草五橋
- 上天草市役所

## 隣
熊本天草幹線道路（三角大矢野道路）
みすみIC - 登立IC